# De rollen zijn omgekeerd
De rollen zijn omgekeerd is een sciencefictionverhaal geschreven door de Amerikaan Ray Bradbury in 1951. Hij gaf zelf aan dat zijn werk niet onder een noemer is te vangen en dat blijkt ook uit dit verhaal. Het verhaal grenst als sciencefictionverhaal aan een protestverhaal over rassenscheiding. The other foot verscheen oorspronkelijk in New Story. Het werd later met soortgelijke verhalen gebundeld in de verzameling The illustrated man. Het verscheen in de bundel De geïllustreerde man bij Born NV Uitgeversmaatschappij in de serie Born SF (1976).  

## Het verhaal
Verregaande rassenscheiding heeft ertoe geleid dat de Afro-Amerikanen de Aarde hebben verlaten en hun heil hebben gezocht in een nieuwe kolonie op Mars. De zogenaamde superieure blanken weten zich desalniettemin niet te beheersen en een atoomoorlog maakt een eind aan de Aardse beschaving. Een kleine groep blanken herinnert zich de Afro-Amerikanen en zet een ruimtereis in naar Mars. De Afro-Amerikanen aldaar zien ze al van ver aankomen. Allereerst moet aan de jeugd worden uitgelegd wat blanken zijn (“Ze hebben witte handen”). Ze denken erover om de blanken hetzelfde aan te doen als wat de blanken hun hebben aangedaan. Themas als gedeeltelijke slavernij, het verbieden van toegang tot de bioscoop en een aparte ruimte in het openbaar vervoer komen voorbij. Ook Strange Fruit (lynchen aan bomen) wordt nog aangeduid. Als de blanken arriveren en vertellen over de vele verwoestingen die zijn aangericht op Aarde (waaronder hoe de vroegere thuisplaatsen van veel Afro-Amerikanen nu vernietigd zijn), wordt toch maar besloten dat de blanken niet aan te doen.